# Audio-animatronic
Les audio-animatronics sont des animatroniques synchronisées avec une bande sonore, conçues à l'origine par la société Walt Disney Imagineering (filiale de la Walt Disney Company) pour animer certaines attractions et spectacles du groupe. Disney a déposé le nom comme une marque en 1964.
Animatron est devenu le nom générique pour les robots similaires créés par des sociétés autres que Disney.

## Historique

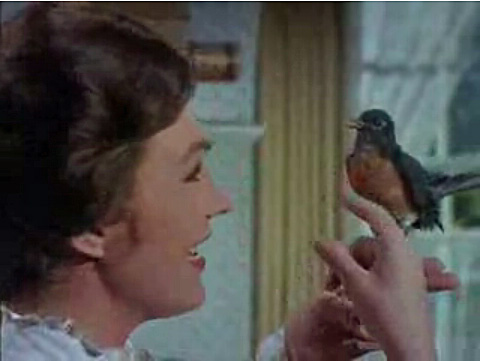
Image extraite du film Mary Poppins montrant Julie Andrews tenant sur sa main un audio-animatronic de pinson.

D'après Dave Smith, l'origine du système vient de la découverte par Walt Disney d'un oiseau mécanique lors de vacances à La Nouvelle-Orléans. Michael Barrier indique que Walt aurait fait l'acquisition d'un oiseau mécanique lors d'une halte à La Nouvelle-Orléans durant le trajet en train pour la première du film Mélodie du Sud à Atlanta en 1946. Ce voyage pour Atlanta a débuté le 6 novembre et la première a eu lieu le 12 novembre. Christopher Finch évoque lui une passion née au milieu des années 1940 permettant à Walt de trouver un équivalent tri-dimensionnel au cinéma. Il aurait débuté avec une collection de jouets mécaniques puis des poupées mécaniques et il réalisa une miniature de Buddy Ebsen avec l'aide de Ken Anderson pour la partie décor.
Le premier personnage anthropomorphe est un danseur-marionnette dans un théâtre miniature. Ce personnage, qui ne faisait pas plus de 9 pouces (22,86 cm), était une reproduction d'un extrait de film avec le danseur Buddy Ebsen dansant des claquettes sur une petite scène d'un théâtre de Vaudeville,. Un autre personnage devait représenter Confucius dans un restaurant chinois de Disneyland, mais ne fut jamais construit. Bien que ces personnages ne soient pas à proprement parler des audio-animatronics, ils ont pourtant été les points de départ de la création de ceux-ci.
Walt aurait demandé à Wathel Rogers et d'autres techniciens des studios de reproduire le système. Ils auraient utilisé des systèmes pneumatiques et divers systèmes de transmission de mouvement tandis que le sculpteur Charles Cristodoro réalisait des moulages des têtes des employés pour habiller les mannequins. La technologie initiale des audio-animatronics est en partie l'œuvre de Roger E. Broggie, un ingénieur mécanicien des studios Disney, principalement pour la partie motorisée. Wathel Rogers est aussi mentionné.
Le terme «audio-animatronic» a d'abord été utilisé commercialement par Disney en 1961, puis a été déposé en tant que marque en 1964, et a été enregistré en 1967.
Le premier des audio-animatronics a été un pinson réalisé pour le tournage du film, Mary Poppins sorti en 1964. Une partie des bénéfices de ce film ont d'ailleurs été réinjectés dans l'organisation MAPO (Manufacturing And Production Organization), un service de conception technique qui a été créé pour le film pour la création d'éléments comme les audio-animatronics.
Puis d'autres oiseaux ont vu le jour. Ils ont été présentés chantant ensemble dans une attraction d'un parc Disney, Enchanted Tiki Room ouverte en 1963 à Disneyland,. Le potentiel des audio-animatronics ne s'est révélé qu'avec la Foire internationale de New York 1964-1965.
Ensuite, pour le premier audio-animatronic grandeur nature, Walt Disney désirait faire revivre une personnalité disparue mais marquante. En se rappelant sa jeunesse, il choisit Abraham Lincoln récitant le discours de Gettysburg. Robert Moses, responsable de la Foire internationale de New York 1964-1965 vit cette figure lors de la recherche de nouveaux projets pour peupler l'exposition et insista pour l'avoir à New York. L'audio-animatronic de Lincoln apparut à partir d'avril 1964 dans le pavillon de l'Illinois puis déménagea à Disneyland après la fermeture de la Foire pour devenir Great Moments with Mr. Lincoln. Ce robot pouvait déjà se lever, réciter son discours ponctué de gestes des bras et des mains puis se rasseoir. Disney utilisa ensuite la même technologie pour l'attraction Pirates of the Caribbean. Les quatre attractions conçues par Disney pour la foire contenaient des audio-animatronics et ont été transposées ou reproduites dans le parc Disneyland et parcs suivants. Dans le cinéma leur usage s'est poursuivi avec par exemple des animaux réalisés pour le film La Gnome-mobile (1967) qui parlent avec le gnome Jasper,.

## Technologie

### Les prémices
Si les premiers audio-animatronics utilisaient des technologies mécaniques simples avec des cames et leviers, comme ce fut le cas sur le petit danseur de claquettes, la technologie électro-hydraulico-pneumatique fut rapidement développée permettant d'obtenir des mouvements plus souples, mais toujours relativement basiques. Parmi les premiers personnages à bénéficier de cette technologie, les animaux des premières attractions de Disneyland ; Nature's Wonderland et Jungle Cruise.
Le codage de ces mouvements en lien avec la bande sonore pouvait alors être analogique (souvent utilisé pour de grandes figures) ou numérique (technologie développée un peu plus tard avec l'essor de l'informatique et plus adaptée aux petits mouvements comme sur les paupières, becs ou doigts). Alors que les vérins pneumatiques sont les plus utilisés, les équipes d'Imagineurs travaillent sur l'utilisation de vérins hydrauliques, permettant encore une fois des mouvements plus flexibles et plus complexes. Malgré tout, le système hydraulique reste compliqué dans sa mise en œuvre et son entretien, sans compter les éventuelles fuites de fluide hydraulique qui peuvent venir salir l'apparence des personnages. En vue de ces contraintes, Walt Disney décida pour l'attraction Enchanted Tiki Room de n'utiliser qu'une technologie pneumatique actionnant des valves solénoïdes.
Les nombreux oiseaux de l'attraction avaient l'avantage de ne pas nécessiter de mouvements complexes pour leur donner une allure réelle. Dans le cas du premier audio-animatronic "humain" sous les traits d'Abraham Lincoln, les limites de cette technologie se sont ressentis. Par exemple, les doigts de ce personnage étaient commandés ensemble, lui permettant par exemple d'agiter sa main mais pas de pointer du doigt ou de saisir quelque chose. La technologie pneumatique n'était pas non plus suffisante pour faire se lever un élément aussi lourd qu'un bras. Ils passèrent donc pour cette figure aux vérins hydrauliques en plus des pneumatiques suffisent pour certains mouvements. On parle chez Disney de la série A-1 pour les premiers Audio-animatronics utilisant ce type de technologie, en considérant Abraham Lincoln comme la première figure humaine du genre.

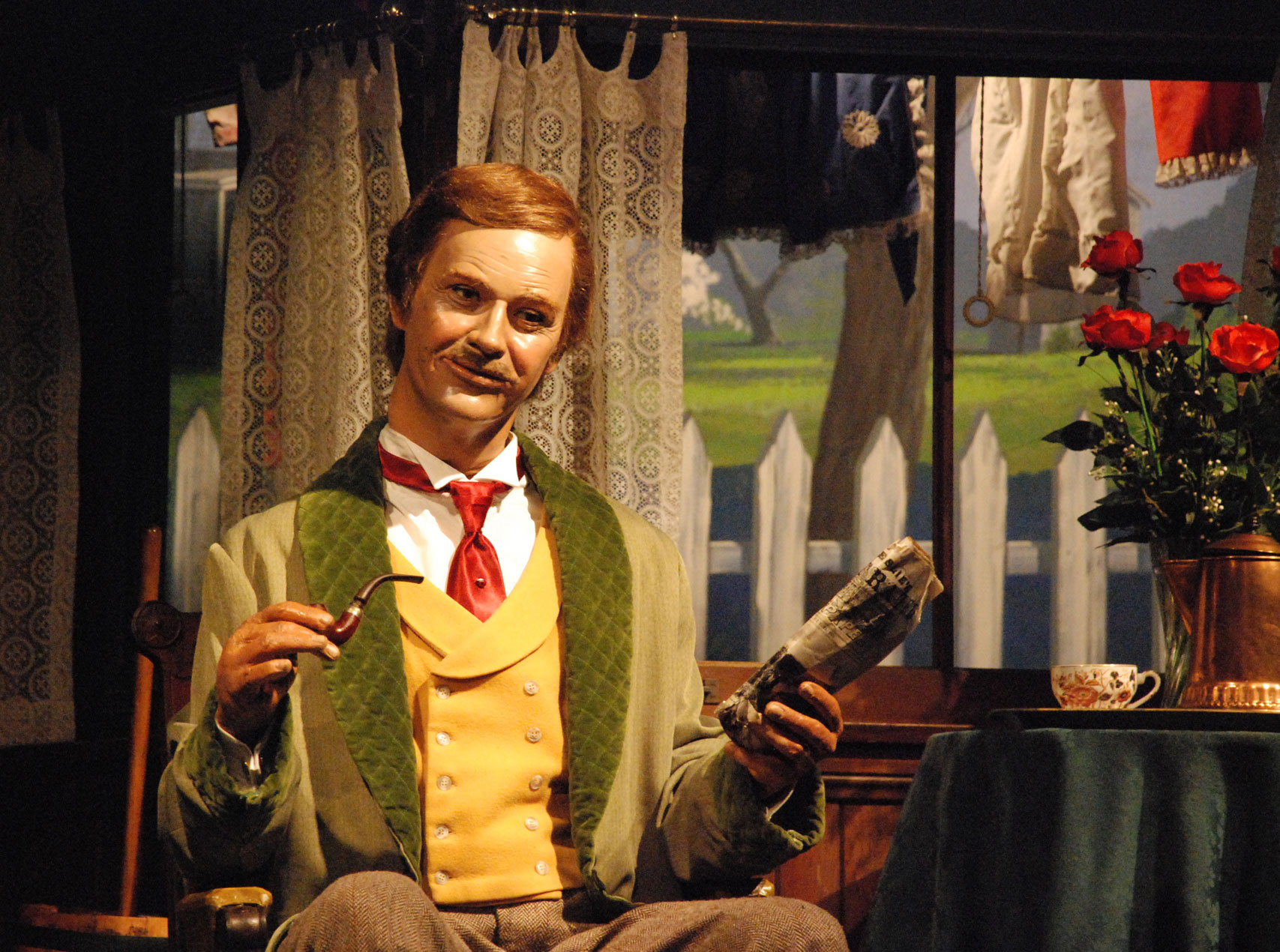
Audio-animatronic du Carousel of Progress, à Disneyland.

Pour l'enregistrement de la séquence de mouvements des premiers personnages humains dont celui de Lincoln et de ceux de l'attraction Carousel of Progress, Wathel Rogers s'équipa lui-même d'un véritable harnais équipé de capteurs. Chaque mouvement était enregistré sous forme de série de signaux sur une cassette électro-magnétique qui une fois enregistré pouvait être rejoué seul par l'audio-animatronic.
Un autre audio-animatronic récurrent de cette époque ; Tom Morrow, présent dans plusieurs attractions des parcs Disney.

### Vers plus de souplesse
La recherche de mouvements de plus en plus réels pousse les équipes techniques à travailler un point important, la vitesse de mouvement. Sur les premières figures, les programmateurs ont parfois été contraints de ralentir les mouvements pour éviter que la mécanique ne vienne à être surmenée et entraîne des tremblements du personnage. L'amélioration de la souplesse contribua dans ce sens et des petits ajouts comme des amortisseurs pour que les mouvements brusques n’entraînent pas de tremblements indésirables.
Au début des années 1980, les imagineers cherchent à améliorer la technologie des audio-animatronics, Lincoln compris. Le centre d'étude biomédicale de l'Université de l'Utah est contactée pour travailler sur une plus grande ressemblance des membres artificiels. Les audio-animatronics sont progressivement remplacés par des versions aux mouvements plus réalistes.
L'essor de l'utilisation des ordinateurs numériques depuis le début des années 1970 permet d'améliorer considérablement la gestion des mouvements et leur programmation. Enregistré sur des disques informatiques et éliminant ainsi peu à peu les bandes électro-magnétiques, le Système de Contrôle Digital de l'Animation (connu en anglais sous l'acronyme DACS) enregistre non plus une séquence fixe mais les désormais nombreux mouvements qu'il devient possible de paramétrer à tout moment via une console. Facilitant les combinaisons de mouvements, notamment pour composer une expression faciale en pouvant intervenir sur la bouche, les yeux, les paupières, les sourcilles, etc., cette technologie servile (compliance technology) rend la programmation plus longue, mais aussi plus complète et réaliste que jamais. À sa création, on comptait environ 8 heures pour une programmation d'un seconde. C'est encore aujourd'hui la technologie utilisée, bien qu'elle ait subi des mises à jour qui en font aujourd'hui un point de programmation pour l'audio-animatronic mais aussi pour l'éclairage de la scène, de sons, de bruitages et d'autres effets.
Cette technologie apparaît officiellement avec l'apparition à la fin des années 1980 des premiers audio-animatronics de la série A-100. La première figure considérée de cette nouvelle série est l'audio-animatronic de la sorcière dans la scène du Magicien d'Oz dans l'attraction Great Movie Ride à Disney's Hollywood Studios.

### Toujours plus d'innovations

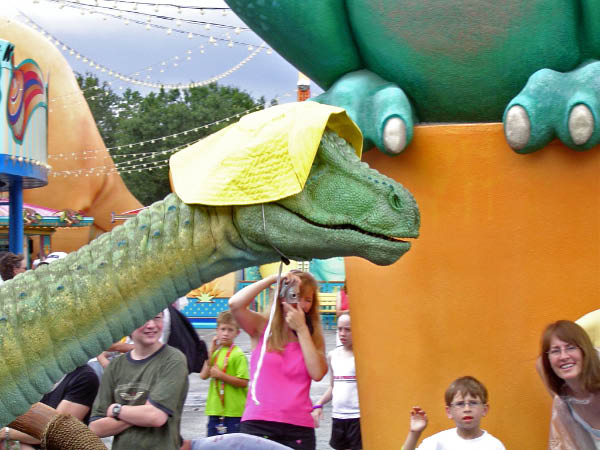
Lucky en représentation à Disney California Adventure.

Les imagineurs recherchent toujours à faire évoluer la technologies et au fur et à mesure des projets réalisés, tentent d'ajouter aux audio-animatronics de plus en plus d'effets.
Lors de la création de la version parisienne de l'attraction Pirates of the Caribbean en 1992, une attention toute particulière a été portée aux pirates duellistes. Pour la première fois, les deux personnages furent synchronisés pour simuler une scène de duel au fleuret.
En 2002, Meeko, le raton laveur de Pocahontas devient le premier audio-animatronic portatif. Il est utilisé à Disney's Animal Kingdom dans le spectacle Pocahontas and Her Forest Friends.
En 2004, le dinosaure Lucky a été conçu pour être un des premiers audio-animatronic mobiles, autonomes et interactifs. Tirant une charrette (contenant principalement des batteries), ce personnage peut communiquer, marcher, bouger la tête, la bouche, les yeux, les paupières et même les narines, le tout en interaction avec les visiteurs. Cette technologie a continué à évoluer avec l'apparition du Muppet Mobile Lab à Epcot, avec des audio-animatronics qui étaient non seulement capables de se déplacer, mais aussi de converser les uns avec les autres ainsi qu'avec l'assistance.
En 2009, Walt Disney Imagineers dépose le nom Autonomatronics pour cette nouvelle famille d'audios-animatronics autonomes. Cette technologie inclut des capteurs (microphones, caméras, radars, etc.) lui permettant d'analyser son entourage et de réagir en conséquence. Disney a créé "Otto", la première figure interactive qui peut entendre, voir et sentir les actions des spectateurs. Otto peut tenir une conversation et réagir.
En 2008, l'attraction Toy Story Midway Mania ouvre à Disney's Hollywood Studios et Disney California Adventure avec dans leur file d'attente, la présence de l'audio-animatronic de M. Patate. Ce dernier possède la particularité de pouvoir saisir avec sa main son oreille (qui est un élément indépendant) et de pouvoir l'enlever et la replacer sur sa tête.
En décembre 2009, l'attraction Great Moments with Mr. Lincoln a été mis à jour en utilisant cette nouvelle technologie Autonomatronics.

## Apparence
La "peau" des audio-animatronics est fabriquée à partir de caoutchouc de silicone. Cette fine couverture moulée comme un masque est fixée sur la structure du personnage et maquillée pour lui donner un aspect réaliste. Avec le temps et la complexité des mouvements, le maquillage et la peinture s'altèrent ce qui induit un entretien régulier de ce genre de personnages.

## Attractions dotées d'audio-animatronics
Les attractions et spectacles peuvent utiliser des audio-animatronics comme support principal de narration ou parfois seulement comme élément de décoration. Les listes ci-dessous n'ont pas pour but d'être exhaustives.
- Disneyland Resort
  - Disneyland ; Alice in Wonderland, Big Thunder Mountain Railroad, Buzz Lightyear's Astro Blasters, Enchanted Tiki Room, Fantasmic!, Great Moments with Mr. Lincoln, Haunted Mansion, Indiana Jones Adventure: Temple of the Forbidden Eye, It's a Small World, Jungle Cruise, Many Adventures of Winnie the Pooh, Mark Twain Riverboat, Matterhorn Bobsleds, Pirates of the Caribbean, Roger Rabbit's Car Toon Spin, Splash Mountain, Star Tours: The Adventures Continue.
  - Disney California Adventure ; It's Tough to be a Bug!, Guardians of the Galaxy – Mission: Breakout!, Monsters, Inc. : Mike and Sulley to the Rescue!, Muppet's Vision 3D, Radiator Springs Racers, The Little Mermaid: Ariel's Undersea Adventure, Toy Story Midway Mania.
- Walt Disney World Resort
  - Magic Kingdom ; Big Thunder Mountain Railroad, Buzz Lightyear's Space Ranger Spin, Carousel of Progress, Country Bear Jamboree, Enchanted Tales with Belle, Enchanted Tiki Room, Hall of Presidents, Haunted Mansion, It's a Small World, Jungle Cruise, Mickey's PhilharMagic, Pirates of the Caribbean, Seven Dwarfs Mine Train, Splash Mountain, Stitch's Great Escape!, The Little Mermaid: Ariel's Undersea Adventure.
  - Epcot ; Frozen Ever After, Gran Fiesta Tour Starring The Three Caballeros, Imagination!, Innoventions, Journey Into Imagination, Maelstrom, Spaceship Earth, The American Adventure, The Seas with Nemo & Friends, Universe of Energy, Wonders of Life.
  - Disney's Hollywood Studios ; Disney Junior – Live on Stage!, Mickey & Minnie's Runaway Railway, Muppet's Vision 3D, Star Tours: The Adventures Continue, Slinky Dog Dash.
  - Disney's Animal Kingdom ; Avatar Flight of Passage, Dinosaur, Expedition Everest, Festival of the Lion King, It's Tough to be a Bug!, Kilimanjaro Safaris, Na'vi River Journey.
- Tokyo Disney Resort
  - Tokyo Disneyland ; Big Thunder Mountain, Buzz Lightyear's Astro Blasters, Country Bear Jamboree, Enchanted Tiki Room, Haunted Mansion, It's a Small World, Jungle Cruise, Mickey's PhilharMagic, Monsters, Inc. : Ride and Go Seek!, Pirates of the Caribbean, Pooh's Hunny Hunt, Splash Mountain, Star Tours: The Adventures Continue.
  - Tokyo DisneySea ; 20,000 Leagues Under the Sea, Indiana Jones Adventure: Temple of the Crystal Skull, Journey to the Center of the Earth, Sindbad's Storybook Voyage.
- Disneyland Paris
  - Parc Disneyland ; Big Thunder Mountain, Buzz Lightyear Laser Blast, Explorers Club Restaurant, It's a Small World, la Tanière du Dragon, Le Passage enchanté d'Aladdin, Les Mystères du Nautilus, Phantom Manor, Pirates of the Caribbean, Star Tours : L'Aventure Continue.
  - Parc Walt Disney Studios ; Crush's Coaster, Avengers Assemble: Flight Force.
- Hong Kong Disneyland Resort
  - Hong Kong Disneyland ; Big Grizzly Mountain Runaway Mine Cars, Buzz Lightyear Astro Blasters, Festival of the Lion King, It's a Small World, Jungle River Cruise, Lucky le Dinosaur, Many Adventures of Winnie the Pooh, Mickey's PhilharMagic, Muppet Mobile Lab, Tarzan's Treehouse.